# Schanfigg

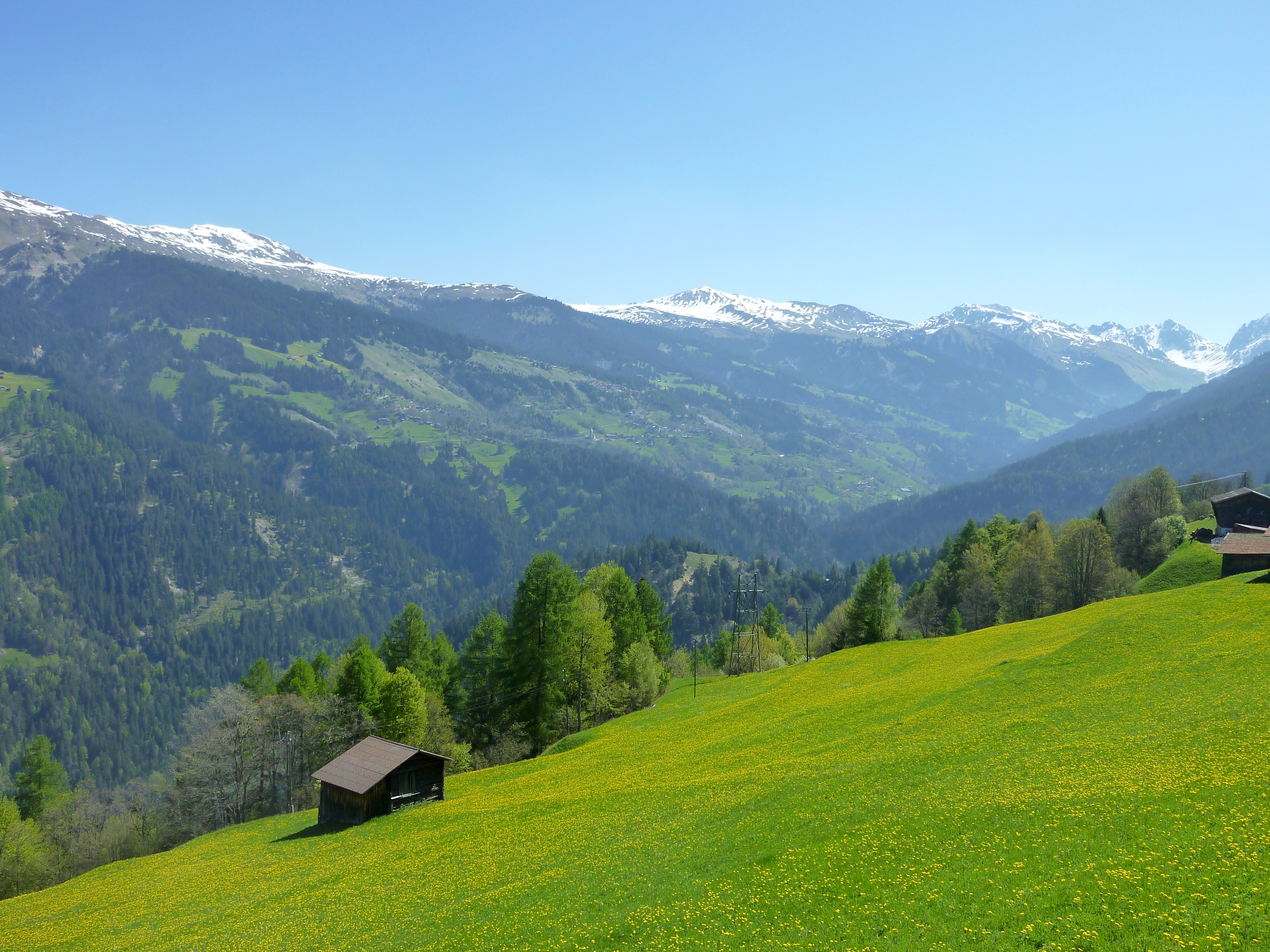
Blick von Praden talaufwärts Richtung Pagig – St. Peter. Ganz rechts hinten Sapün und Strelapass

Das Schanfigg ([ʃanˈfɪk], walserdeutsch Tschelfigg oder Schelfigg, rätoromanisch Scanvetg) ist ein langgestrecktes Tal im Schweizer Kanton Graubünden. Es beginnt im Osten der Hauptstadt Chur bei Maladers auf der Nord- bzw. bei Passugg auf der Südseite und steigt bis zum Welschtobel und zum Ferienort Arosa stetig an, wo es sich zu einem Kessel weitet. Durchflossen wird das Schanfigg von der Plessur, die bei Chur in den Rhein mündet.
Im Schanfigg liegen (im Uhrzeigersinn) auf der rechten Talseite die Dörfer Maladers, Calfreisen, Castiel, Lüen, Pagig, St. Peter, Molinis, Peist, Langwies und die Sunnenrüti. Links der Plessur liegen Arosa, die Litzirüti, Tschiertschen, Praden und Passugg.

## Name
Die Herkunft des Namens Schanfigg ist unklar. Erste Erwähnungen finden sich in Urkunden der Jahre 765 und 841, wo von in Scanavico die Rede ist. Der Name gehört, wie auch die Ortsnamen S-chanf (Engadin) und Schaan (Liechtenstein), zu einem wohl rätischen, aber in seiner Bedeutung undurchsichtigen Stamm *skanava-; die Endung geht auf ein Suffix -īccu zurück.

## Geographie
Geographisch bezeichnete der Begriff Schanfigg ursprünglich nur das Gebiet zwischen Chur-Sassal und dem Peister Frauentobel. Die Schaffung des Kreises Schanfigg im Jahre 1851 führte mit der Zeit dazu, dass auch das Gebiet Langwies sowie das Aroser Tal unter der Bezeichnung subsumiert wurden.

## Verkehr und Infrastruktur

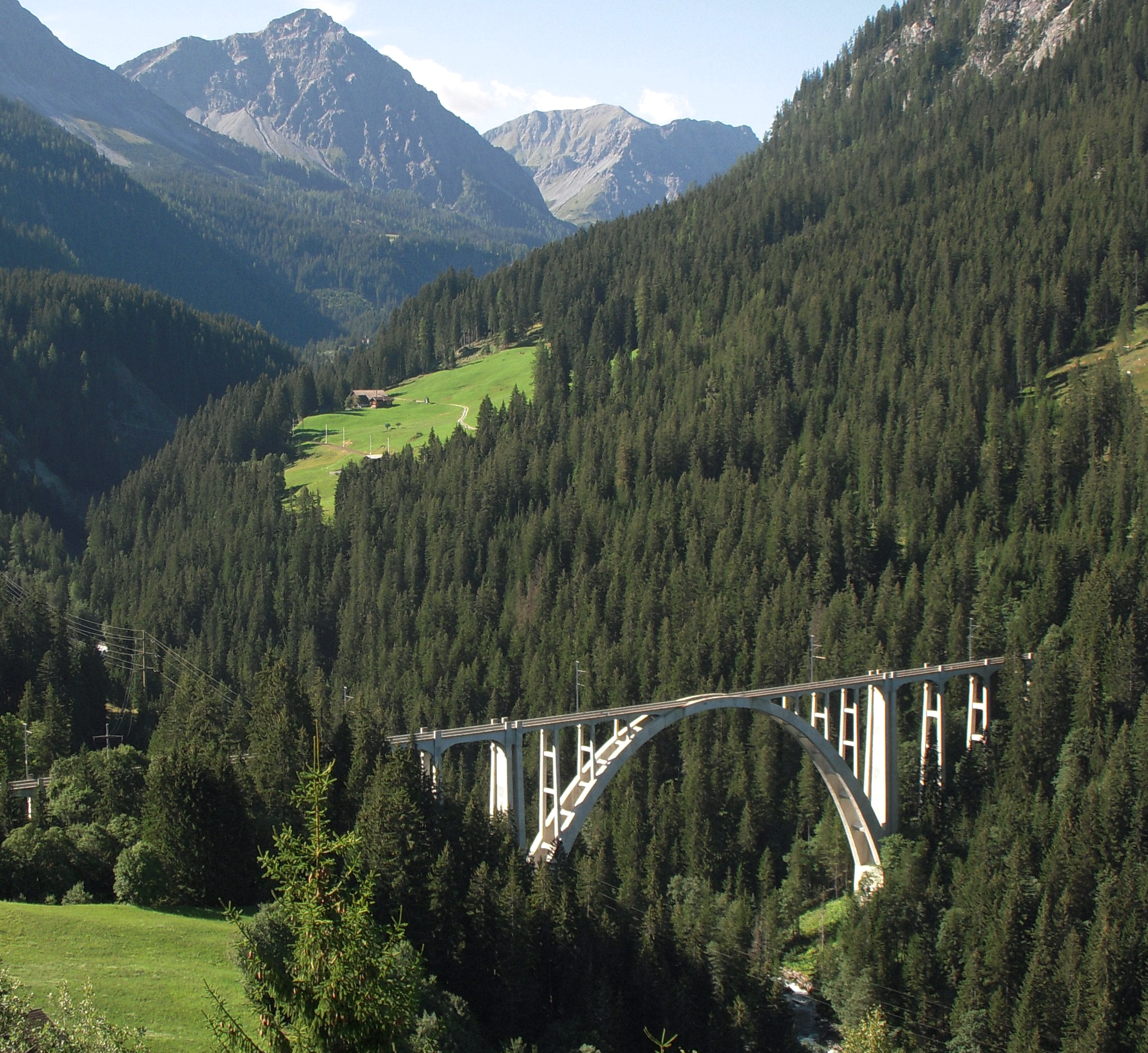
Der Langwieser Viadukt, Wahrzeichen der Talschaft Schanfigg

Verkehrstechnisch erschlossen wird das Tal von der äusserst kurvenreichen, aber mittlerweile gut ausgebauten Schanfiggerstrasse. Im Winter kann es ab Langwies tageweise auch zu einem Kettenobligatorium kommen (Fahrzeuge mit Allradantrieb ausgenommen). Die Rhätische Bahn mit ihrer Linie Chur-Arosa verfügt über spezielle Bahnhofsgebäude, die bei der Bahneröffnung grosse Beachtung fanden. Die Strecke, die während zehn Jahren auch vom Arosa-Express bedient wurde, wird mit Panoramawagen befahren. Das Postauto verkehrt nur bis Peist.
Architektonisch ragen der Langwieser Viadukt und der Gründjitobel-Viadukt bei Langwies heraus, neuerdings auch die Autobrücke über das Castielertobel.
Im Gespräch ist seit Beginn 2005 auch wieder der bereits in den 1970er-Jahren vom Bündner Grossen Rat genehmigte, doch bislang noch nicht realisierte Bau der St. Luzibrücke, einer Hochbrücke vom Araschgerrank (auf der Strecke Chur – Lenzerheide bei der Abzweigung nach Tschiertschen) hinüber in Richtung Maladers. Diese Brücke erschlösse das Schanfigg unter Umgehung der verkehrsgeplagten Churer Innenstadt rund um das Obertor.
Ein 2008 erfolgter parlamentarischer Vorstoss für den Bau einer unterirdischen Bahnverbindung vom Schanfigg ins Landwassertal wird zurzeit von der Bündner Regierung angesichts knapper finanzieller Mittel nicht als prioritär erachtet.

## Politische Organisation
Politisch gehörte das Schanfigg von 1851 bis 2016 grösstenteils zum gleichnamigen Kreis, nur die beiden Dörfer auf der Südseite des Tals, Tschiertschen und Praden, waren Teil des Kreises Churwalden. Beide Kreise gehörten zum Bezirk Plessur. Seit 2016 ist das Schanfigg Teil der Region Plessur.

## Bevölkerung und Sprache

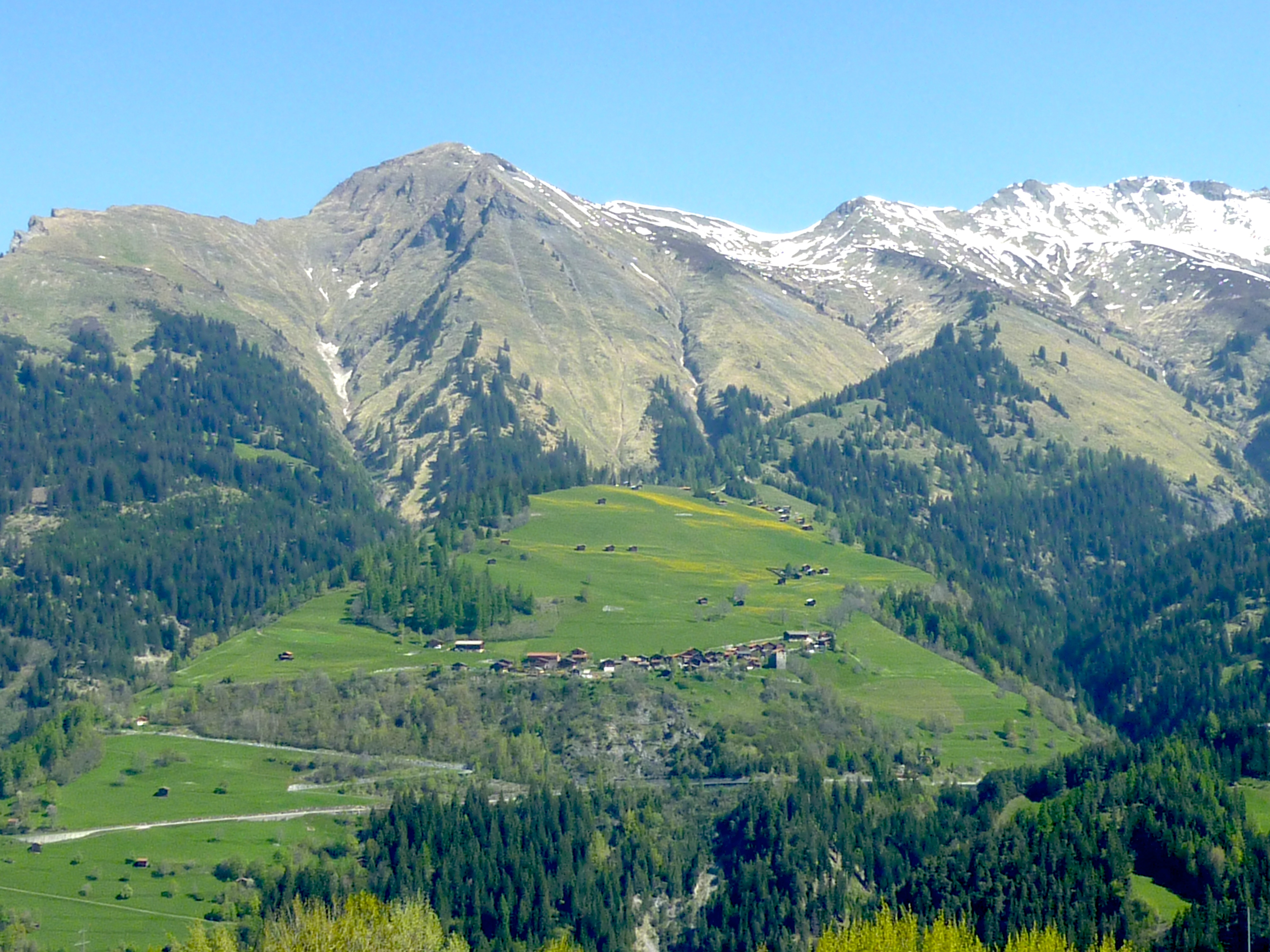
Calfreisen, Ansicht von Tschiertschen-Praden

Ethnisch sind die Schanfigger ursprünglich grossteils Rätoromanen, welche höchstwahrscheinlich surmiran sprachen. Viele romanische Flurnamen, insbesondere ab Peist talauswärts, zeugen heute noch davon. Ende des 13. und Anfang des 14. Jahrhunderts begannen deutschsprachige Walser einerseits von Davos und anderseits vom Prättigau aus das innere Schanfigg in Arosa und Langwies – samt den Seitentälern Sapün und Fondei sowie Medergen und Praden – zu besiedeln. Um die Mitte des 15. Jahrhunderts wechselte auch die Stadt Chur definitiv zum Schweizerdeutschen. Die alträtoromanische Sprache im Schanfigg wurde fortan von zwei Seiten her zunehmend zurückgedrängt. Dabei erwies sich insbesondere Langwies mit seinem weit vorgeschobenen «Aussenposten» Praden als Kristallisationskern und Strahlungszentrum zur Ausbreitung der (walser)deutschen Sprache im Schanfigg.
Die Verdeutschung von Langwies aus vollzog sich schrittweise. Eine ähnliche Entwicklung liess sich auch im benachbarten Prättigau, dort von Klosters und St. Antönien ausgehend, beobachten. Bereits um 1500 sprach man überall im Schanfigg deutsch, ausser in Lüen, Castiel und Calfreisen. Diese drei Gemeinden waren noch um 1570 zweisprachig, und erst 1650 war das Rätoromanische überall im Tal verschwunden. Durch das stufenweise Fortschreiten des Sprachwechsels entwickelten sich deutlich verschiedene Ortsdialekte. Sprachlich ist das rätoromanische Adstrat bis heute an der für den Walserdialekt des Ausserschanfiggs typischen Diphthongierung der althochdeutschen Hochzungenvokale /iː/, /yː/ und /uː/ erkennbar: So heisst es etwa in der traditionellen Mundart von St. Peter und Castiel Eisch [eɪʃ] und Mous [moʊs], nicht Ysch [iːʃ] und Muus [muːs] wie sonst im Walserdeutschen oder Ys [iːs] und Muus [muːs] wie im Churer Dialekt. Die gleiche Diphthongierung kennt auch das Romanische des Unterhalbsteins von Filisur (im romanischen Ortsdialekt Filisour) bis Obervaz. Sie muss sich damit zu einer Zeit entwickelt haben, als das Ausserschanfigg zweisprachig romanisch-deutsch war.
Amtssprache ist somit heute überall deutsch. Das alltagssprachliche Walserdeutsch wird jedoch zunehmend durch eine Variante des Bündnerdeutschen des Churer Rheintals ersetzt. In der ursprünglich kleinsten Talgemeinde Arosa, welche ab 1890 eine rasante Bevölkerungsentwicklung erlebt hatte, wird schon seit Generationen ein Durchschnitts-Bündnerdeutsch gesprochen. Neben der allgemeinen Zuwanderung hat auch der Zweitwohnungsbau in den letzten Jahrzehnten zahlreiche Auswärtige zu mehrwöchigen oder -monatigen Aufenthalten im Jahr gemacht. Hier verschwimmt – nicht zuletzt auch sprachlich – die Grenze zwischen Einheimischem und Gast. In der ehemaligen Pendlergemeinde Maladers (2020 mit Chur fusioniert) spricht man seit längerem mehrheitlich den Dialekt der nahegelegenen Kantonshauptstadt Chur, das Churerdeutsch.

## Religion

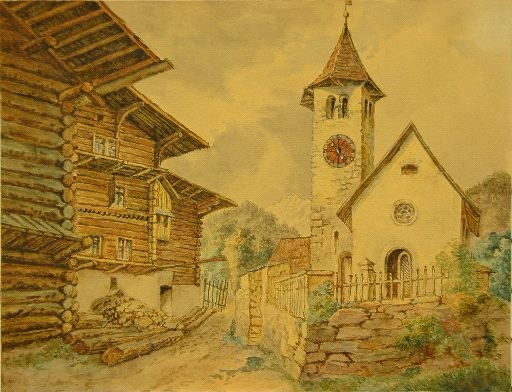
Historisches Gemälde in der reformierten Kirche Maladers

Die Bevölkerungsmehrheit gehört seit der Reformationszeit in ungebrochener Folge der Evangelisch-reformierten Landeskirche Graubünden an. Evangelische Pfarrämter bestehen in St. Peter (Pastorationsgemeinschaft mit Molinis und Peist und seit 2008 mit Castiel und Lüen), in Langwies (einschliesslich Litzirüti), in Arosa und in Tschiertschen (mit Praden und der Nicht-Schanfigger-Ortschaft Passugg-Araschgen fusioniert in der Kirchgemeinde Steinbach, welche seit 2008 eine Pastorationsgemeinschaft mit Maladers unterhält).
Römisch-katholische Kirchen gibt es in Arosa und Maladers.

## Medien
Im Tal ist das meistgelesene Publikationsorgan die einzige Lokalzeitung, die – unter beiden Namen figurierende, inhaltlich identische – Aroser Zeitung bzw. Schanfigger Zeitung.

## Tourismus

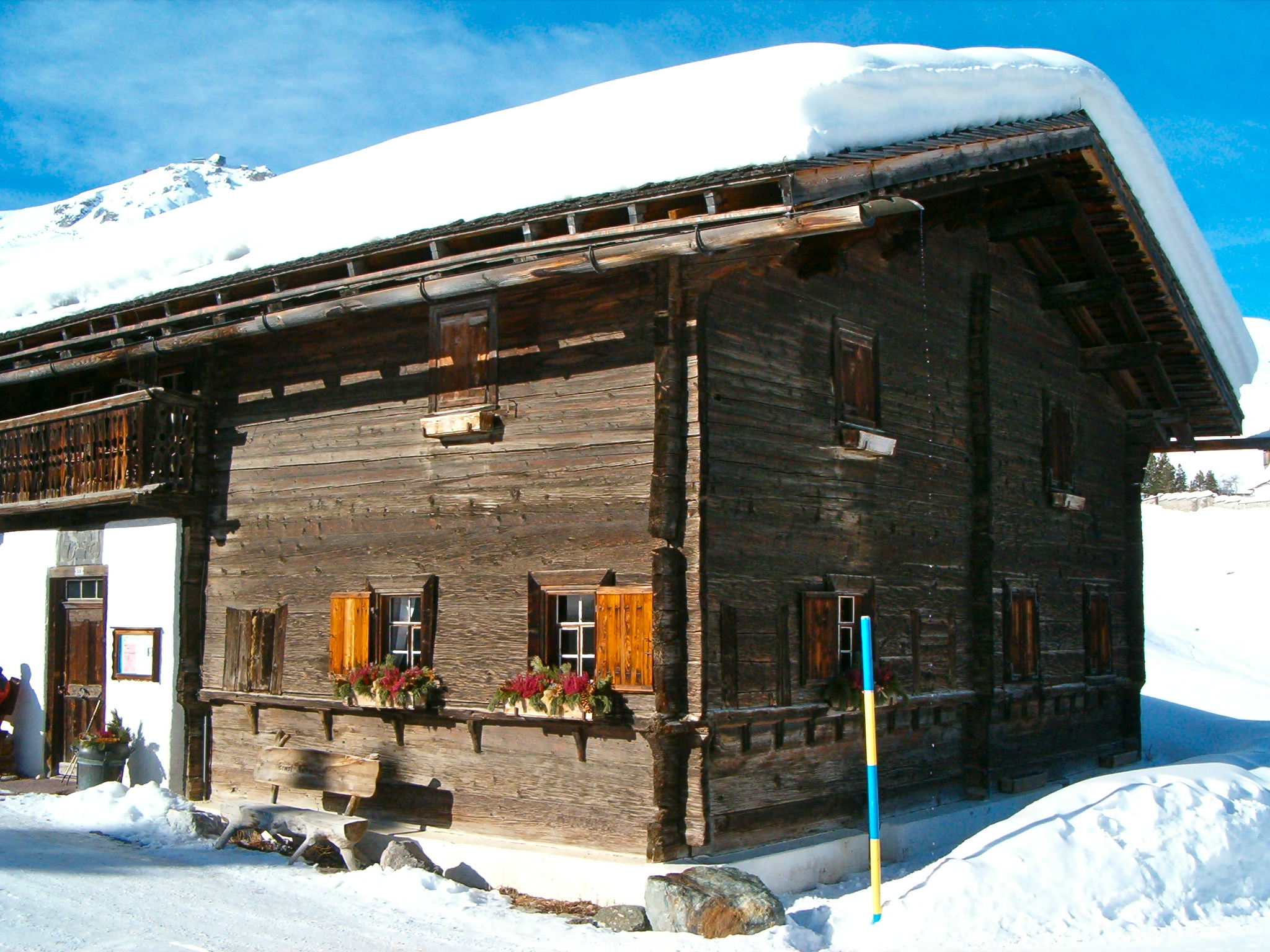
Das Schanfigger Heimatmuseum in Arosa

Der Tourismus konzentrierte sich früher in erster Linie auf Arosa. In den letzten Jahren haben aber durch Kooperationen mit Arosa Tourismus und durch den Schanfigger Höhenweg, auch die anderen Gemeinden ihr Angebot erweitert, vor allem Litzirüti und Langwies. Im weit geringerem Ausmass entwickelte sich der mittlere Teil des Tals, St. Peter mit Skigebiet Hochwang und Tschiertschen weiter.
Die Fremdenverkehrsorganisation Schanfigg Tourismus besteht aus den Ortschaften Tschiertschen, Praden, St. Peter / Pagig, Castiel, Molinis und Peist. Seit 2011 tritt die gesamte Talschaft kooperativ unter der Marke Arosa Schanfigg auf.
Auf beiden Talseiten verläuft auf einer Länge von rund 70 Kilometern eine Rundwanderroute, der Schanfigger Höhenweg. Die Geschichte und die touristische Erschliessung des Tales wird im Schanfigger Heimatmuseum in Arosa anschaulich gemacht.

## Gemeindefusion Schanfigg
Ab 2010 beschäftigten sich die Schanfigger Talgemeinden – ohne Maladers, das an einer verstärkten Zusammenarbeit mit Chur interessiert ist – mit der Möglichkeit einer zukunftsweisenden Gemeindefusion. Das Ziel des vom Kanton Graubünden unterstützten und finanziell stark geförderten Projekts war die Schaffung einer politischen Grossgemeinde von Calfreisen bis Arosa, wobei sich Tschiertschen-Praden 2011 mangels ausreichender verkehrstechnischer Anbindung an die rechte Talseite aus dem Verfahren zurückzog. Dem Vorhaben zugrunde lag die Überzeugung der Initianten und des Kantons, den in den vergangenen Jahrzehnten veränderten politischen, touristischen und wirtschaftlichen Rahmenbedingungen Rechnung zu tragen und künftig in einem grösseren Verband über mehr politisches Gewicht und bessere steuerliche und finanzielle Möglichkeiten zu verfügen.

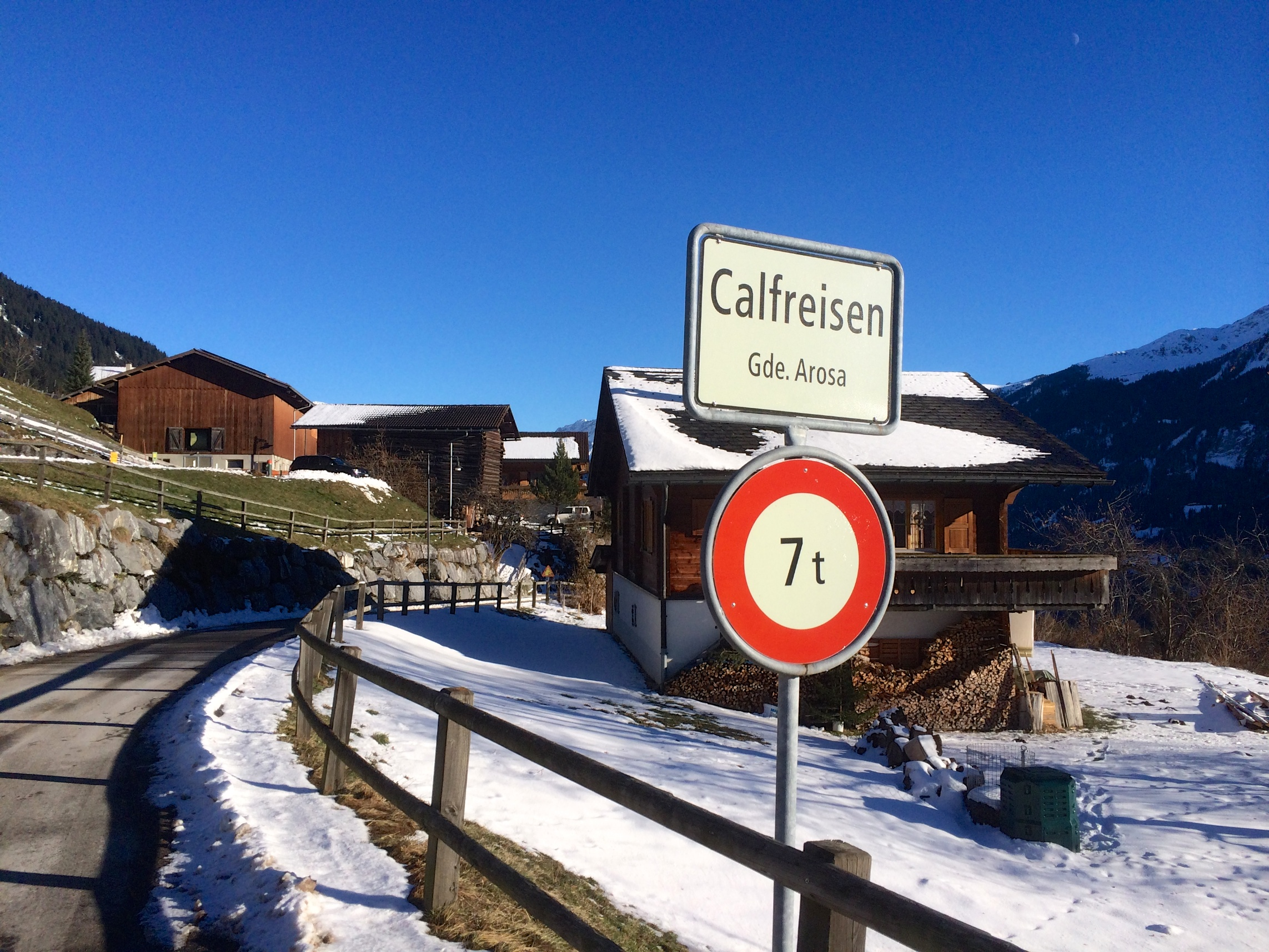
Calfreisen ist seit Anfang 2013 Teil der Gemeinde Arosa

Am 17. Juni 2012 stimmten die betreffenden Gemeinden dem Vorhaben mit einer beinahe zwei Drittel starken Mehrheit deutlich zu. Die neue Grossgemeinde Arosa weist eine Fläche von 15'473 ha auf. Damit ist sie die flächenbezogen drittgrösste und mit aktuell 3364 Einwohnern bevölkerungsmässig siebtgrösste Bündner Kommune (Stand 2013).
Am 23. Juli 2012 reichten der aus Calfreisen stammende, damals 69-jährige Zürcher Jurist Peter Heinrich und zwei weitere Beschwerdeführer eine Aufsichtsbeschwerde ein, mit der Forderung, dass in allen betroffenen Gemeinden über die neue Gemeindeverfassung abgestimmt werden soll. Die Bündner Regierung trat in der Folge jedoch nicht auf die Beschwerde ein und genehmigte den Fusionsvertrag.
Am 2. Oktober 2012 fand in Arosa die konstituierende Gemeindeversammlung statt, an der über 300 Stimmberechtigte – bei zwei Gegenstimmen – den Verfassungsentwurf für die neue Gemeinde guthiessen. Die neue Verfassung sieht fünf Vorstandsmitglieder, ein Parlament mit 14 Abgeordneten, das kommunale Stimm- und Wahlrecht für ausländische Mitbürger sowie einen Steuerfuss von 90 % vor. Auf die Bildung von Fraktionen wurde verzichtet. Am 4. November 2012 wurden Verfassung, Steuer- und Wahlgesetz mit über 70 % Zustimmung angenommen. Am 25. November 2012 fanden die Wahlen für den fünfköpfigen Gemeindevorstand, den aus 14 Personen bestehenden Gemeinderat (Parlament) und die übrigen Behörden statt. Die Fusion trat am 1. Januar 2013 formell in Kraft.
Am 28. November 2013 wies das Bündner Verwaltungsgericht die gegen den regierungsrätlichen Entscheid erhobenen Verfassungs- und Stimmrechtsbeschwerden mit Entscheid vom 3. September 2013 ab. Die Beschwerdeführer Peter Heinrich und Peter Wolff zogen dieses Urteil an das Schweizerische Bundesgericht in öffentlich-rechtlichen Angelegenheiten weiter. Am 12. März 2015 entschied das Bundesgericht, dass das in Frage gestellte Fusionsverfahren nicht gegen Völker-, Verfassungs- oder Gesetzesrecht verstossen habe und wies die Beschwerde letztinstanzlich ab.

## Sportveranstaltungen
Der im Juli 2012 erstmals veranstaltete Gebirgslauf Swiss Irontrail führte ab 2014 kurzzeitig vom Urdenfürggli-Hörnlihütte via Carmenna-Weisshorn nach Arosa und von dort über den Schanfigger Höhenweg nach Medergen-Sapün-Strelapass bis Davos.

## Schlitten
In Peist in der Schreinerei Kavi (Inhaber Kavithas Jeyabalan) wird der Schanfigger Schlitten gebaut, der in der Tradition des Aroser Schlitten steht, der bis um 1995 in Arosa gebaut worden ist.

Galerie
Schanfigg. Historisches Luftbild von Werner Friedli (1949)
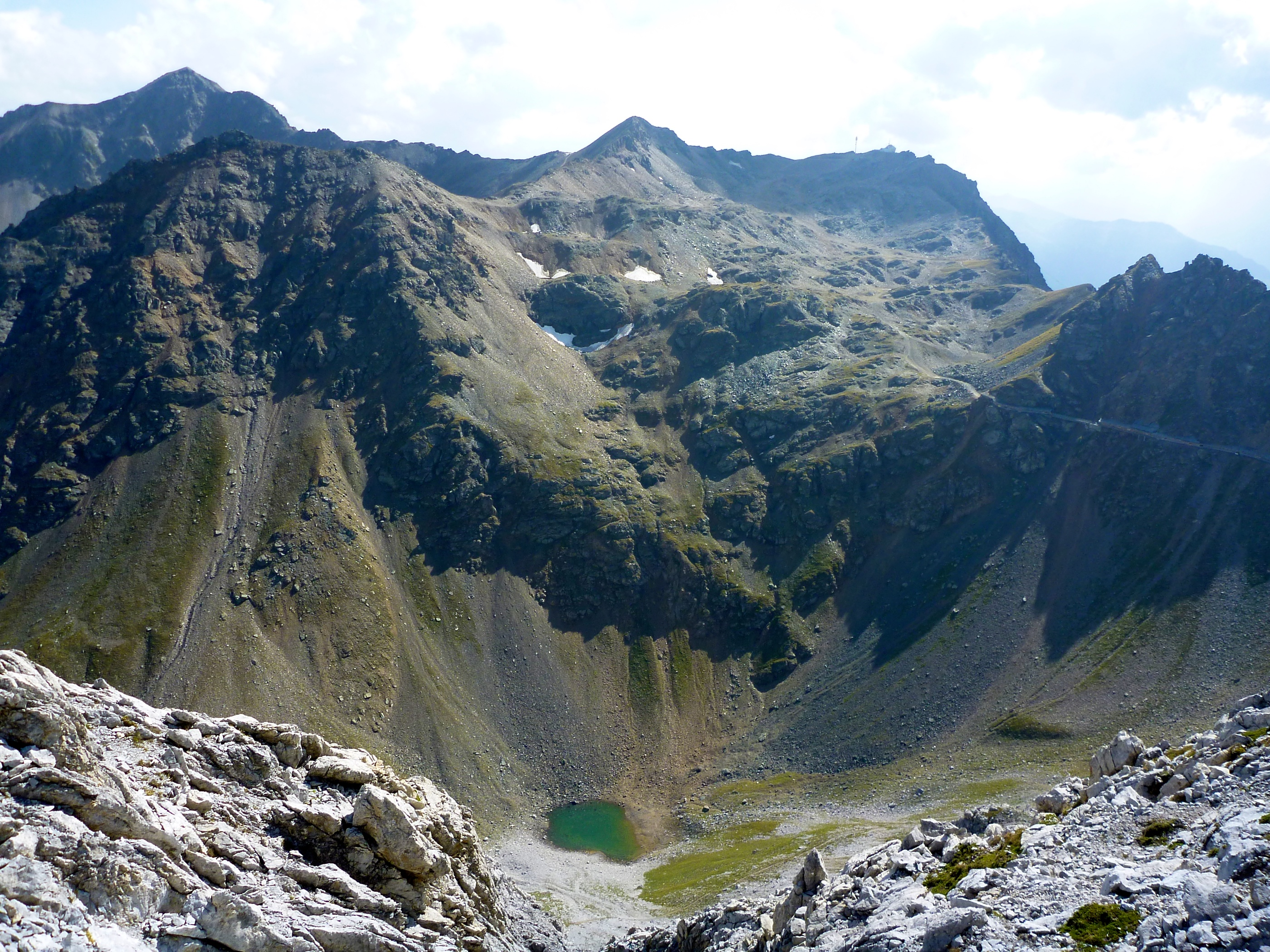
Oberstes Schanfigg vom Parpaner Weisshorn gesehen: Aroser, Mittler und Parpaner Rothorn (von links). Mittig das Totälpli, umrahmt von Älplihorn (links), Totseeli und Felsengalerie zum Gredigs Fürggli
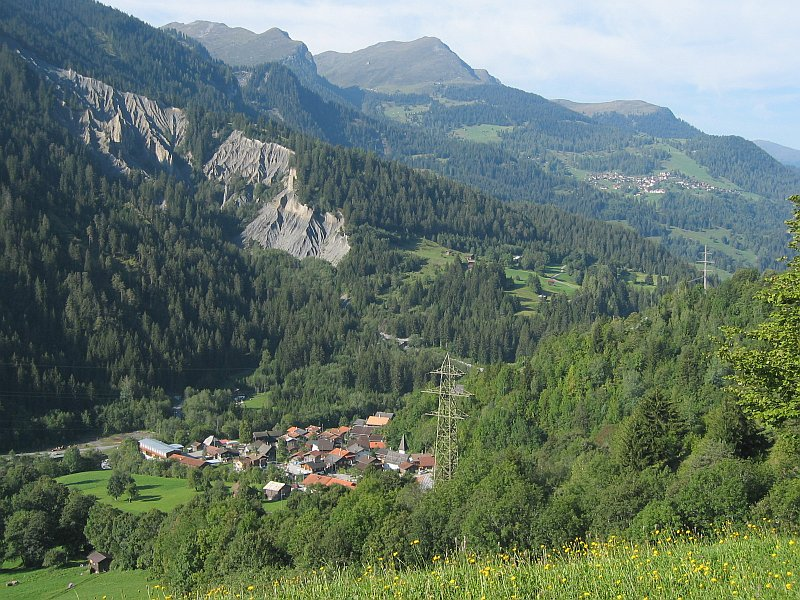
Molinis von Nordosten. Links die Rungser Rüfi, rechts im Hintergrund das Dorf Tschiertschen
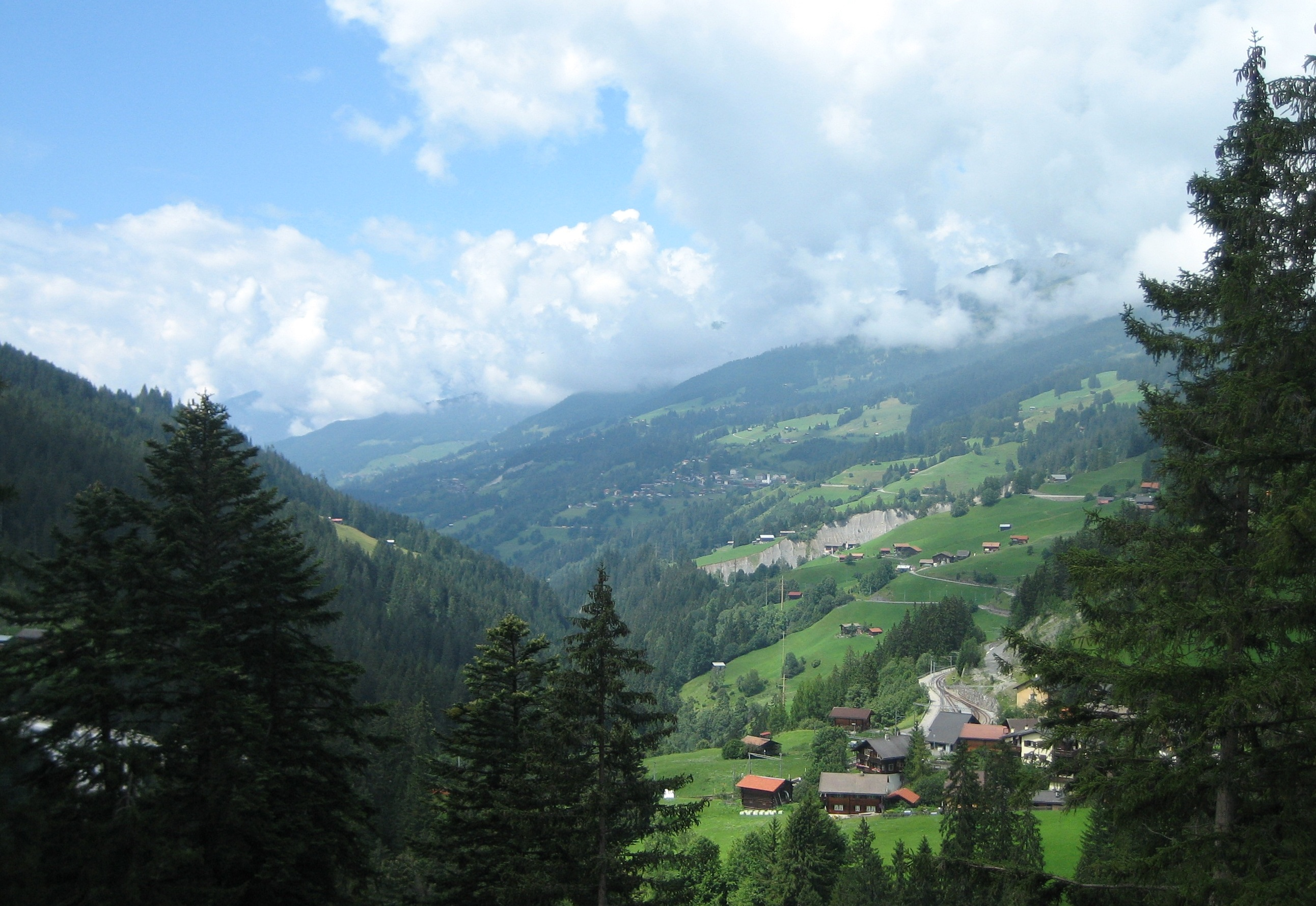
Bei Langwies. Im Hintergrund das Dorf Peist
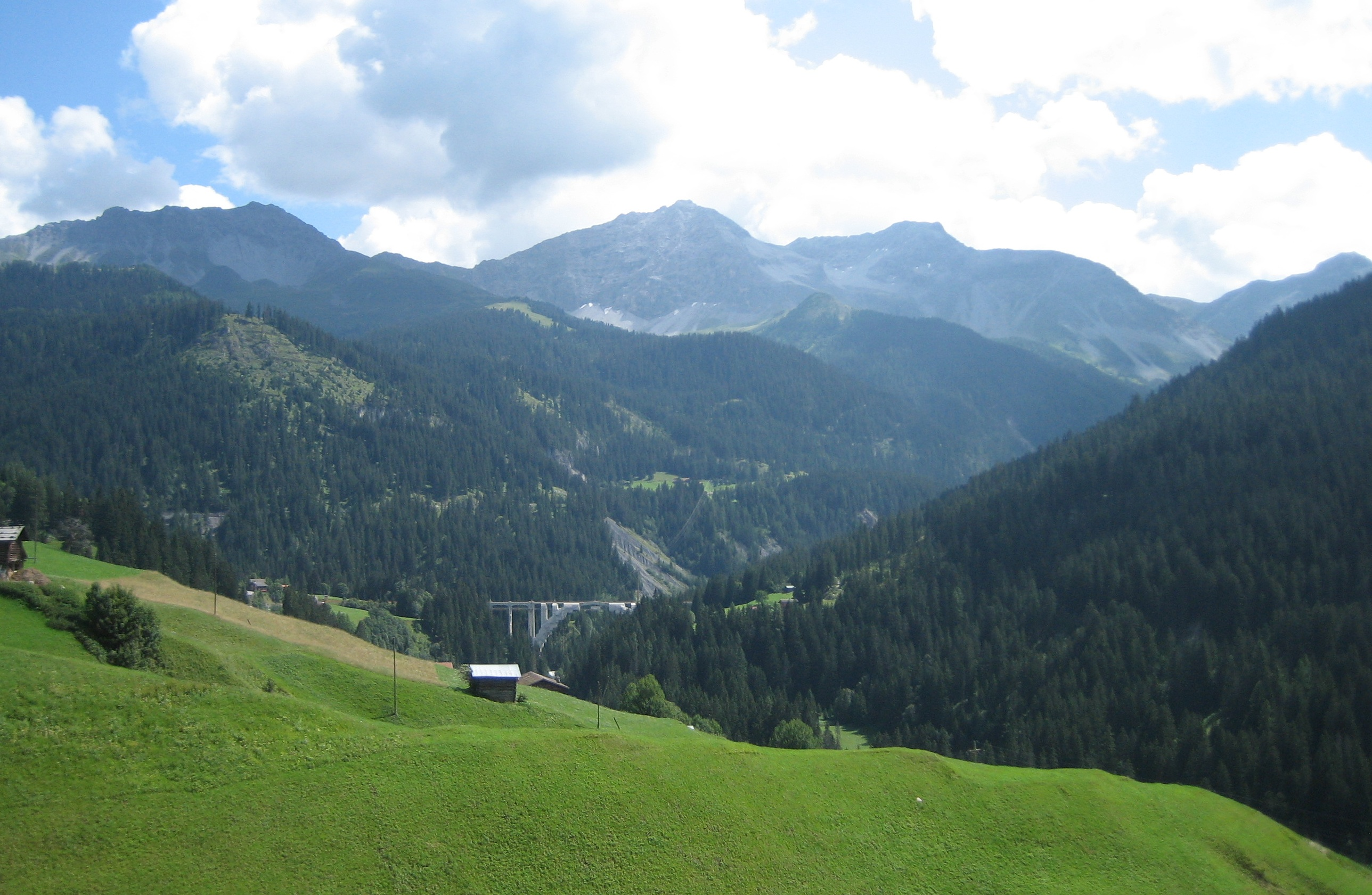
Schanfigg talaufwärts Richtung Langwieser Viadukt und Aroser Dolomiten
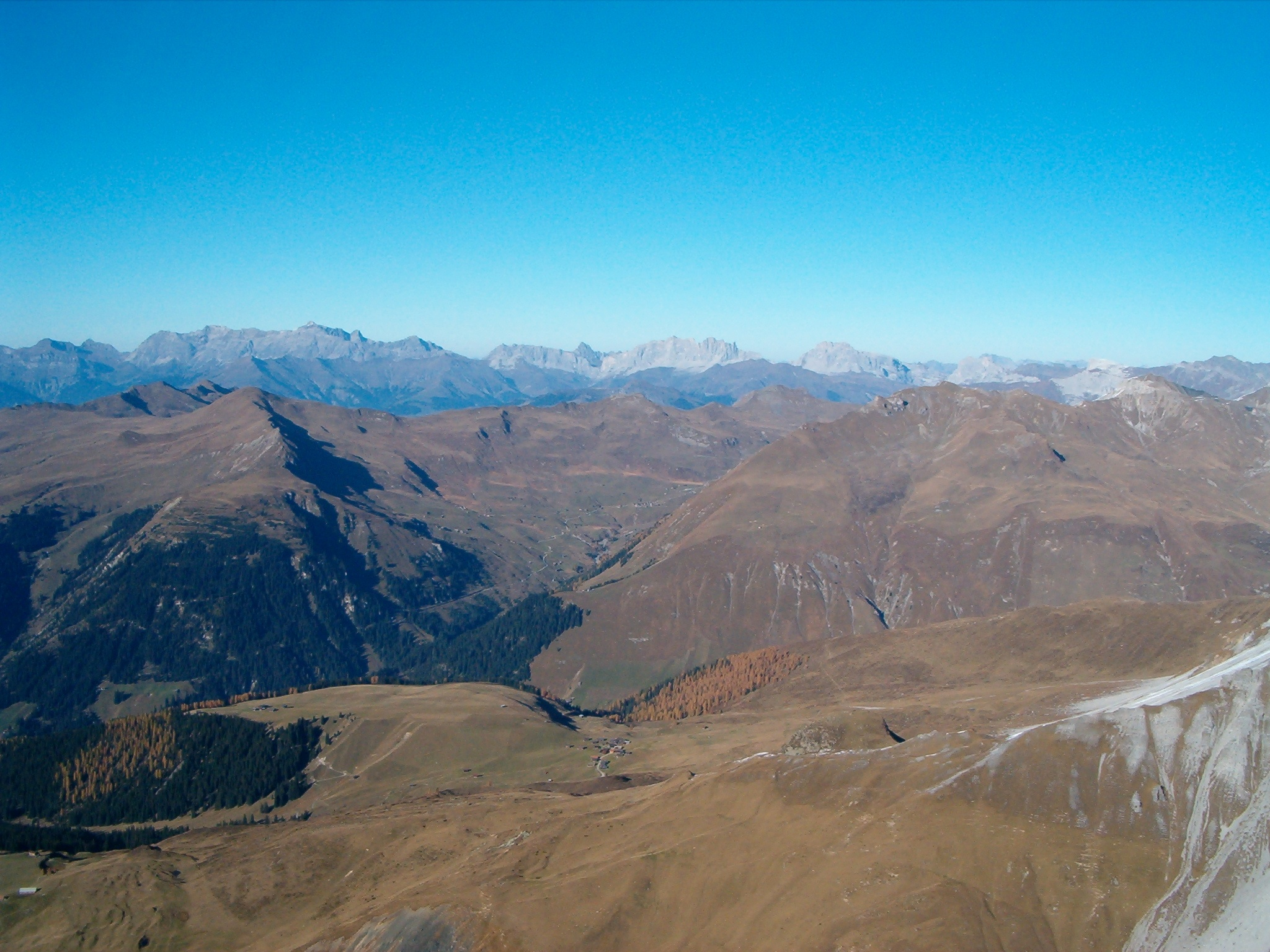
Nordöstliches Schanfigg mit Medergen, Fondei und Sapün
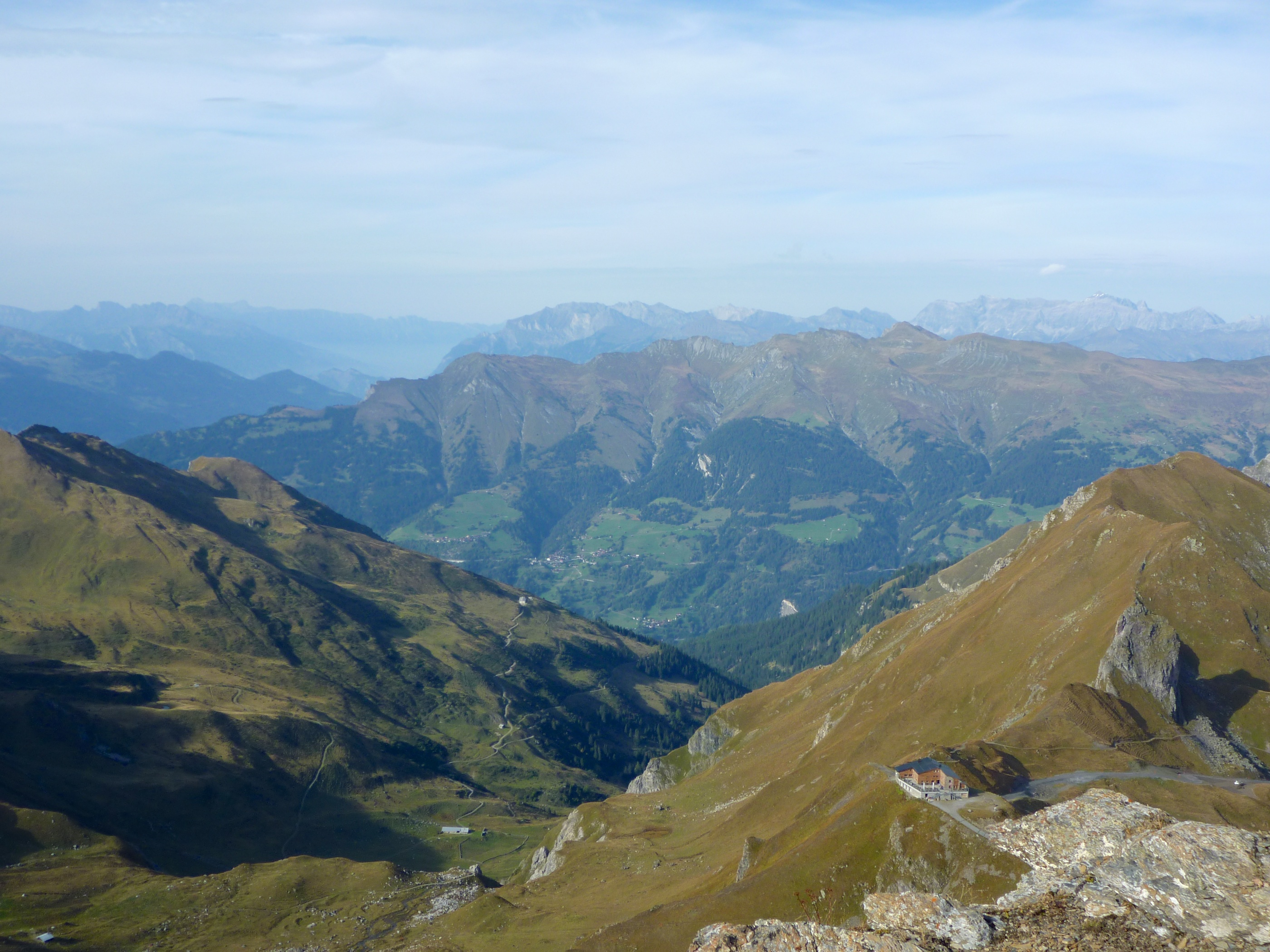
Blick vom Tschirpen über Hörnli und Urdental ins äussere Schanfigg mit Calfreisen, Castiel und Lüen (von links)